# Ernst Kunz (Komponist)
Ernst Kunz (* 2. Juni 1891 auf dem Bauerngut Ratzenberg in der Gemeinde Niedermuhlern bei Bern; † 31. Januar 1980 in Olten) war ein Schweizer Komponist und Kapellmeister.

## Leben
Seine frühe Kindheit verbrachte Ernst Kunz in Mülhausen im Elsass. Er hatte drei Geschwister; sein jüngster Bruder war der spätere Philosoph, Psychologe und Botaniker Hans Kunz. Später liess sich die Familie im solothurnischen Trimbach bei Olten nieder, wo Ernst Kunz im Alter von zehn Jahren seinen ersten Klavierunterricht erhielt. Von 1907 bis 1912 besuchte er das Lehrerseminar seines Heimatkantons Aargau in Wettingen, dessen Direktor Johann Adolf Herzog neben der allgemeinbildenden und pädagogischen Ausbildung grosses Gewicht auf die Entwicklung der künstlerischen Fähigkeiten der Seminaristen legte. Nachdem Kunz das Lehrerpatent erworben hatte, absolvierte er von 1912 bis 1914 ein Studium an der Akademie der Tonkunst in München bei Friedrich Klose und Berthold Kellermann. Der Abschluss in München fiel mit dem Kriegsausbruch zusammen, und Kunz kehrte in die Schweiz zurück. Die Stellensuche gestaltete sich schwierig. Er widmete sich kompositorischer Arbeit, suchte Kontakt mit anerkannten Komponisten im Versuch, ein Netzwerk aufzubauen, übernahm die Stellvertretung eines Lehrers an mindestens einer Primarschule und konnte 1916/1917 Berufserfahrungen als Korrepetitor-Volontär an der von Bruno Walter geleiteten Münchner Hofoper sammeln. Beeindruckt wurde er dort durch die Begegnung mit Hans Pfitzner, der die Uraufführung seiner Oper Palestrina mit Bruno Walter vorbereitete. Anschliessend war Kunz für eine Saison als Zweiter Kapellmeister am Theater Rostock tätig. 1919 wurde er als Nachfolger von Otto Kreis zum städtischen Musikdirektor in Olten gewählt, wo ihm gute Chöre zur Verfügung standen: Gesangverein Olten, Lehrergesangvereine. Ab 1927 leitete er den Lehrergesangverein Zürich. Er organisierte in Olten mit dem Stadtorchester Winterthur, später mit den Stuttgarter Philharmonikern,  Symphoniekonzerte und führte 1956 eine vielbeachtete Mozartwoche durch. Bewerbungen um Stellen mit grösserer Verantwortung blieben erfolglos.
Kunz wirkte in Olten auch als Lehrer an den unteren Klassen des Lehrerseminars, an der Bezirksschule sowie als Privatlehrer. Einer seiner Schüler, Franz Hohler, hat ihm ein literarisches Porträt gewidmet und ihn in einem Chanson vorgestellt. In den 30er Jahren liess Kunz seine musikdidaktischen Erfahrungen in die Mitarbeit an Gesangbüchern einfliessen.
Sein Nachlass liegt in der Zentralbibliothek Solothurn. Die Erinnerung an Kunz in Lexika und Aufsätzen ist wesentlich geprägt durch die im Nachlass aufbewahrte nicht quellenbasierte biographische Zusammenstellung von Sekundarlehrer Carl Kleiner, Zürich, zu Kunz’ 60. Geburtstag. Ihre Aussagen weichen in vielen Fällen von den durch Originaldokumente belegten Fakten ab.

## Werke
Kunz komponierte Oratorien wie das Weihnachtsoratorium (1920) und Kantaten wie Huttens letzte Tage (1924). Eine heitere Oper Der Fächer mit eigenem Text nach Carlo Goldoni wurde 1929 am Stadttheater Zürich uraufgeführt. 1937 wurde sein Versuch einer «Nationaloper», Vreneli ab em Guggisberg, nach einem Libretto von Oskar Wälterlin, am Stadttheater Basel uraufgeführt. Neben Bühnenmusik und Musik für Festspiele wie «Pestalozzi – Weisheit des Herzens» (1946) entstanden Symphonien, Konzerte und Klaviermusik sowie eine grosse Anzahl von Liedern, darunter der Zyklus Madlee, Vertonungen nach der Gedichtsammlung  von Hermann Burte (1931). Weitere vertonte Texte stammen von Verfassern aus allen Epochen der Literaturgeschichte, darunter Dante, Trakl, Emil Schibli.
Der Musikpublizist Walter Kläy schrieb 1976 in der Solothurner Zeitung, dass Ernst Kunz komponiere, «als hätte es keinen Wagner, keinen Debussy, keinen Strawinsky gegeben, von der Wiener Schule ganz zu schweigen». Wenn man sich einmal damit abgefunden habe, könne man Kunz’ Werken jedoch «einiges an musikalischer Poesie abgewinnen». Hans Derendinger, der als Stadtammann von Olten eine Ansprache zu Ernst Kunz’ Trauerfeier hielt, würdigte ihn darin als Chor- und Orchesterleiter, der zu begeistern gewusst, aber auch etwas «Unerbittliches» gehabt habe.